# Acromyrmex lundii

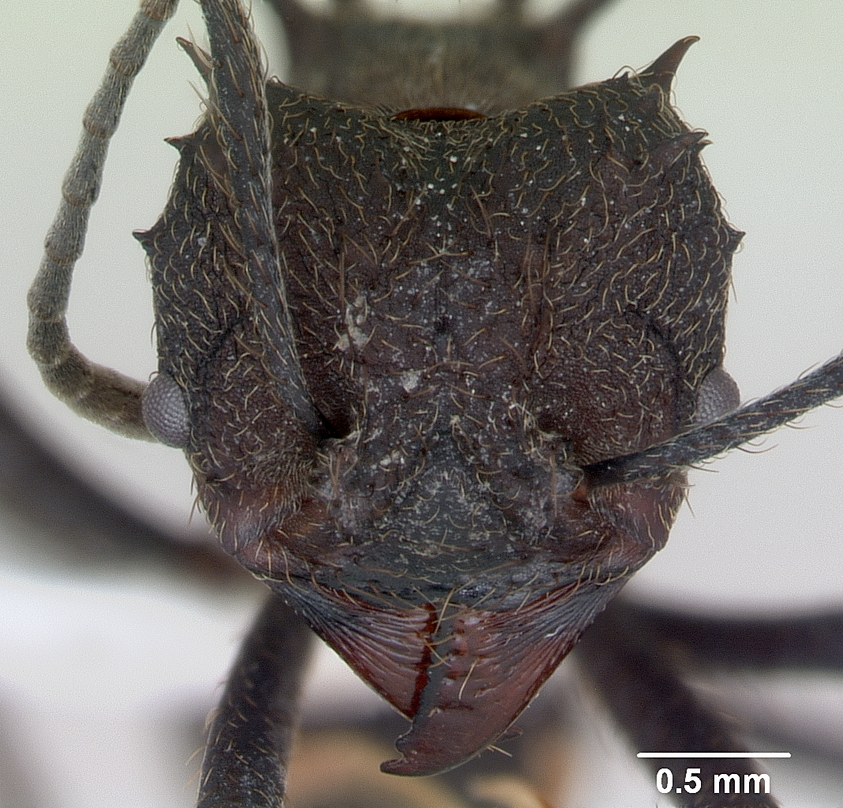
Голова Acromyrmex lundii

Acromyrmex lundii (лат.) — вид муравьёв-листорезов из трибы грибководов Attini подсемейства Myrmicinae (Formicidae).

## Описание
Неотропика: Бразилия, Аргентина, Парагвай. Длина солдат около 7 мм. Характерны своим тесным симбиозом с грибами, выращиваемыми в земляных муравейниках на основе листовой пережёванной массы.
Муравьи Acromyrmex lundii являются хозяевами для мирмекофильных организмов, например для жуков Kaszabister rubellus и паразитических наездников диаприид: Bruchopria hexatoma, Bruchopria pentatoma, Doliopria myrmecobia.
На плантациях растений семейства Ивовые (Salicaceae) в нижней дельте реки Парана муравьи собирали на одну колонию 4,9—6,0 кг сухой биомассы в течение года. Кормовая активность была выше весной и летом, но они избегали экстремальных температур. Накопленная собранная биомасса была выше летом (28,8 и 25,7 г/колонию в день для Ac. ambiguus и Ac. ambiguus). Однако весной Ac. lundii собирал в три раза больше биомассы, чем Ac. ambiguus (30,3 и 13,1 г/колонию/день, соответственно).

## Классификация
Вид был впервые описан в 1838 году французским энтомологом Феликсом Герен-Меневиллем под названием Myrmica lundii Guirin-Mineville.

### Подвиды
Выделяют несколько подвидов.
- Acromyrmex lundii boliviensis Emery, 1905
- Acromyrmex lundii carli Goncalves, 1961
- Acromyrmex lundii decolor Emery, 1905
- Acromyrmex lundii lundii Guérin-Méneville, 1838
- Acromyrmex lundii parallelus Santschi, 1916
- Acromyrmex lundii pubescens Emery, 1905

### Синонимы
- Myrmica lundii Guirin-Mineville
- Atta lundii (Guirin-Mineville)
- Acromyrmex risii (Forel)